# Mleczajowiec biel

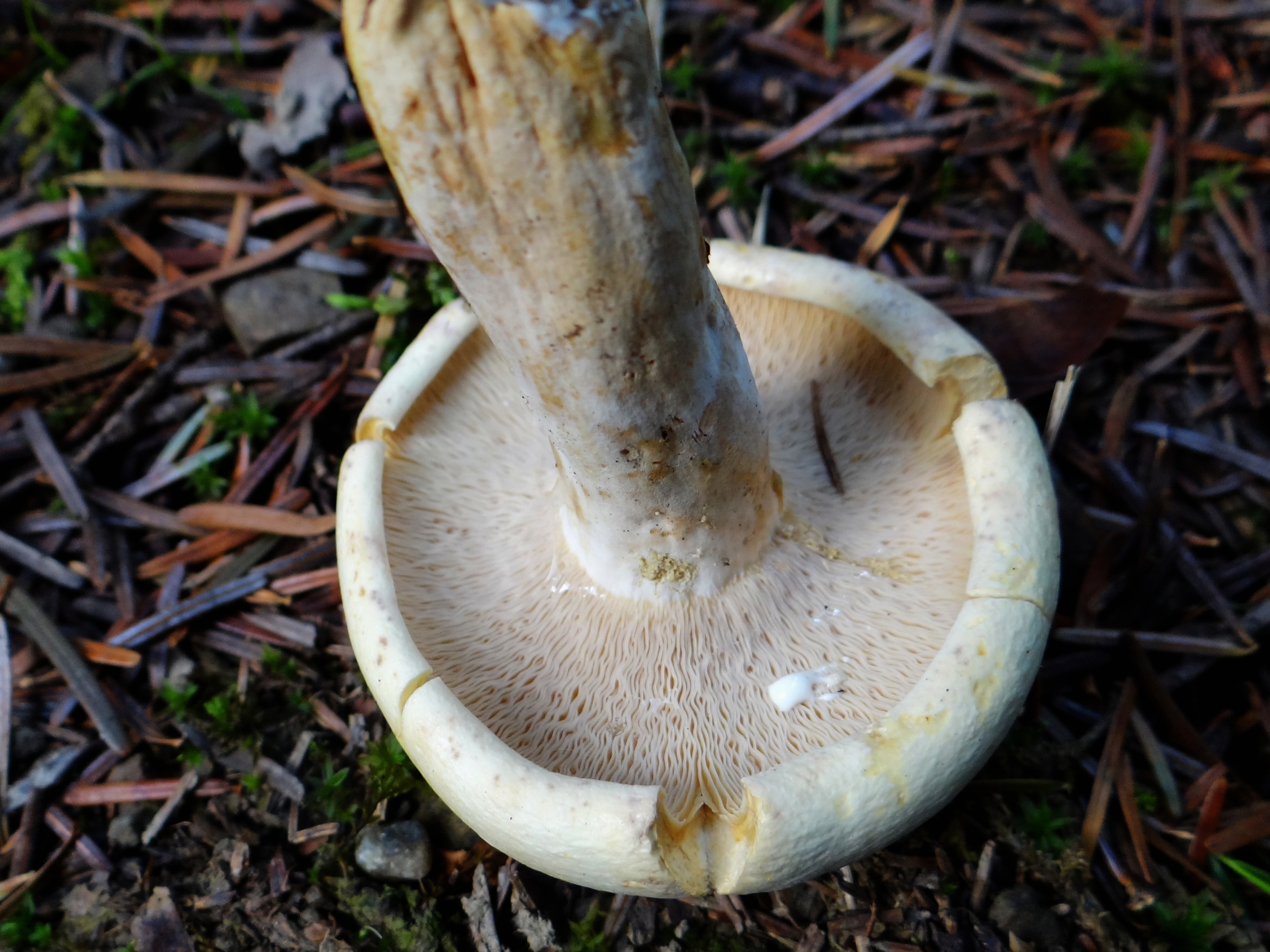

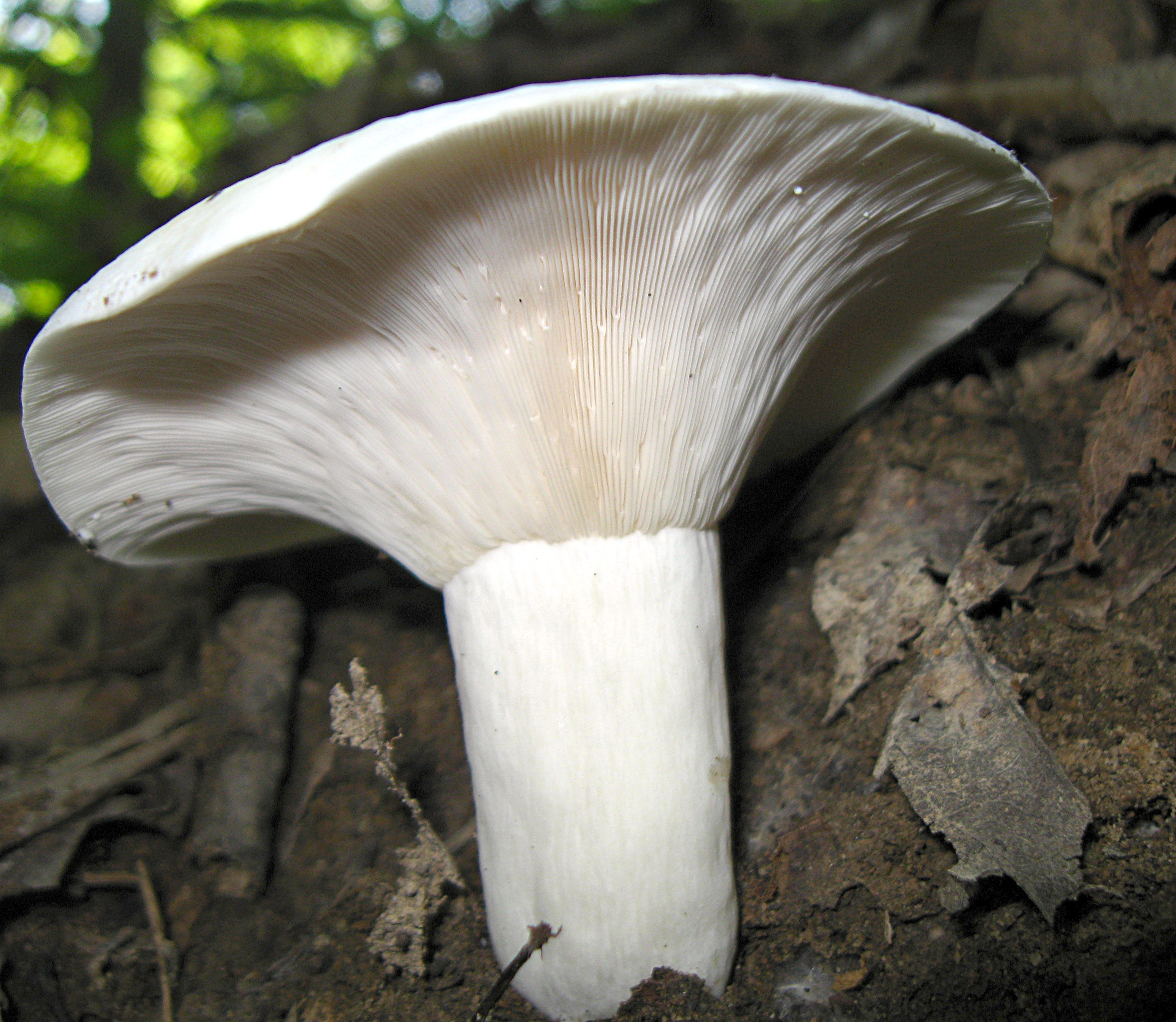

Mleczajowiec biel (Lactifluus piperatus (L.) Roussel, mleczaj biel) – gatunek grzybów z rodziny gołąbkowatych (Russulaceae).

## Systematyka i nazewnictwo
Pozycja w klasyfikacji według Index Fungorum: Lactifluuus, Russulaceae, Russulales, Incertae sedis, Agaricomycetes, Agaricomycotina, Basidiomycota, Fungi.
Po raz pierwszy takson ten zdiagnozował w 1753 r. Karol Linneusz nadając mu nazwę Agaricus piperatus. W 1797 r. Christiaan Hendrik Persoon przeniósł go do rodzaju Lactarius, a w 1806 Henri François Anne de Roussel do rodzaju Lactifluus.
Nazwę polską mleczaj biel podał Stanisław Chełchowski w 1898 r. W polskim piśmiennictwie mykologicznym gatunek ten opisywany był też pod nazwami: bedłka mleczaj, biel, chrząstka, krowiak biały, bielak, mleczaj biały. W 2021 r. Komisja ds. Polskiego Nazewnictwa Grzybów Polskiego Towarzystwa Mykologicznego, uznając przeniesienie do rodzaju Lactifluus, zarekomendowała używanie nazwy „mleczajowiec biel”. Nazwy regionalne: mleczak, mleczarz, gruzd. Niektóre synonimy łacińskie:

- Agaricus piperatus L. 1753
- Agaricus piperatus Scop. 1772
- Galorrheus piperatus (Scop.) P. Kumm. 1871
- Lactifluus piperatus (L.) Kuntze 1891
- Lactarius piperatus (L.) Pers. 1797

## Morfologia
Kapelusz
Suchy i gładki, bez połysku. Średnica 6–20 cm. Kolor czysto biały ze słabym kremowym odcieniem. U starszych osobników miejsca okaleczone są w kolorze brązowym. Płasko sklepiony kapelusz występuje u młodych osobników, przy starszych kapelusz przechodzi w szerokolejkowaty z podwiniętym brzegiem.
Blaszki
Bardzo gęste, cienkie, wąskie, krótko zbiegające po trzonie, rozwidlone. Początkowo są białe, później stają się żółtawe.
Trzon
Kształtu walcowatego, wysokość 3–9 cm, szerokość 1–3 cm, biały, w późniejszym okresie częściowo plamisty. Jest pełny, dołem cieńszy, twardy i gładki.
Miąższ
Początkowo biały, potem żółtawy, spoisty, twardy i kruchy.
Mleczko
Wydziela się obficie, jest białe. Podczas wysychania nieznacznie żółknie, pod działaniem KOH zmienia kolor na żółty. W smaku jest ostre, piekące.
Cechy mikroskopowe
Wysyp zarodników biały. Zarodniki krótko elipsoidalne, o rozmiarach 8–9 × 5–6 μm. Powierzchnia niemal gładka, dopiero po zabarwieniu uwidaczniają się bardzo delikatne brodawki z nielicznymi łącznikami, które jednak nie tworzą siateczki. Podstawki mają rozmiar 40–60 × 7–8 μm. Cystydy o zaokrąglonych szczytach mają rozmiar 60–70 × 5–9 μm i wszystkie są do siebie podobne. Liczne i nieco maczugowate pleurocystydy mają rozmiar 35–55 × 5–9 μm.
Gatunki podobne
- mleczajowiec chrząstka (Lactifluus vellereus) – przez grzybiarzy nagminnie mylony z mleczajem bielem. Różni się od niego rzadszymi blaszkami, jest większy i ma pilśniowo-zamszowy kapelusz[6]
- mleczajowiec zieleniejący (Lactifluus glaucescens) – jego mleczko i uszkodzone miejsca po pewnym czasie zmieniają kolor na niebiesko-zielony[6]
- gołąbek smaczny (Russula delica) – ma dużo krótszy trzon i nie wydziela mleczka

## Występowanie i siedlisko
Występuje w Europie, północno-wschodniej Turcji i w Ameryce Północnej. Zawleczony został także do Australii. W Polsce jest pospolity, jednak rzadszy od mleczaja chrząstki.
Rośnie w różnego rodzaju lasach, ale częściej w liściastych. W odróżnieniu od innych grzybów rośnie nawet podczas suchej pogody, można go w lesie spotkać w okresie, gdy brak innych grzybów.

## Znaczenie
Grzyb mykoryzowy. W Polsce i w większości krajów uważany jest za grzyb niejadalny. Jednak w wielu krajach świata (Bhutan, Bułgaria, Malawi, Meksyk, Nepal, Rosja, Turcja, Ukraina, Zambia) uważany jest za grzyb jadalny. Ma piekący smak, którego można się pozbyć po kilkukrotnym wygotowaniu i odlaniu wody i tylko po takiej obróbce nadaje się do spożycia. Nadaje się do solenia i kiszenia. W postaci wysuszonej i sproszkowanej używany jako przyprawa. Jadane są również kapelusze smażone w cienkich plasterkach na słoninie.